# 吉布地國家奧林匹克委員會
吉布堤國家奧林匹克委員會（Djibouti National Olympic Committee）是吉布堤的國家奧林匹克委員會。該組織成立於1983年，是國際奧委會和非洲國家奧林匹克委員會聯合會的成員。1984年，首次派員參加在美國洛杉磯舉辦的夏季奧運會。
現時，吉布堤國家奧林匹克委員會的主席是Ms Aïcha Garad Ali。 

## 資料來源
1. ↑  .   [2014-04-05]. （原始内容存档于2016-08-05）.